# Horace Gould
Horace Harry Twigg (1918. szeptember 20. – 1968. november 4.) brit autóversenyző.

## Pályafutása
1954 és 1960 között tizennégy világbajnoki Formula–1-es versenyen állt rajthoz. Egy alkalommal ért célba pontot érő helyen; az 1956-os brit nagydíjon lett ötödik. Ebben az időszakban részt vett több, a világbajnokságon kívül rendezett Formula–1-es versenyen is. Ezeken egy győzelmet szerzett, és többször végzett dobogós pozícióban. 
Három fia van, Martin, Stephen és Richard. Közülük Martin is autóversenyző lett, megfordult Formula–3-as sorozatban is. Két unokája Daniel Gould és James Gould szintén versenyzők lettek.

## Eredményei

### Teljes Formula–1-es eredménylistája
(Táblázat értelmezése)

(Félkövér: pole-pozícióból indult; dőlt: leggyorsabb kört futott) 

| Év   | Csapat                    | Modell        | Motor               | 1     | 2      | 3      | 4      | 5       | 6      | 7      | 8      | 9      | 10  | 11  | Helyezés | Pont |
| ---- | ------------------------- | ------------- | ------------------- | ----- | ------ | ------ | ------ | ------- | ------ | ------ | ------ | ------ | --- | --- | -------- | ---- |
| 1954 | Goulds' Garage (Bristol)  | Cooper T23    | Bristol Straight-6  | ARG   | 500    | BEL    | FRA    | GBR Hn  | GER    | SUI    | ITA    | ESP    |     |     | -        | 0    |
| 1955 | Goulds' Garage (Bristol)  | Maserati 250F | Maserati Straight-6 | ARG   | MON    | 500    | BEL    | NED Ki  | GBR Ki |        |        |        |     |     | -        | 0    |
| 1955 | Officine Alfieri Maserati | Maserati 250F | Maserati Straight-6 |       |        |        |        |         |        | ITA Ki |        |        |     |     | -        | 0    |
| 1956 | Goulds' Garage (Bristol)  | Maserati 250F | Maserati Straight-6 | ARG   | MON 8  | 500    | BEL Ki | FRA DNA | GBR 5  | GER Ki | ITA    |        |     |     | 19.      | 2    |
| 1957 | H H Gould                 | Maserati 250F | Maserati Straight-6 | ARG   | MON Ki | 500    | FRA Ki | GBR Ni  | GER Ki | PES Ki | ITA 10 |        |     |     | -        | 0    |
| 1958 | H H Gould                 | Maserati 250F | Maserati Straight-6 | ARG 9 | MON Nk | NED Ni | 500    | BEL     | FRA    | GBR    | GER    | POR    | ITA | MOR | -        | 0    |
| 1960 | H H Gould                 | Maserati 250F | Maserati Straight-6 | ARG   | MON    | 500    | NED    | BEL     | FRA    | GBR    | POR    | ITA Ni | USA |     | -        | 0    |

## Külső hivatkozások
- Profilja a grandprix.com honlapon (angolul)
- Profilja a statsf1.com honlapon (angolul)